# Роксбург, Мелисса
Мели́сса Ро́ксбург (англ. Melissa Roxburgh, род. 10 декабря 1992, Ванкувер) — канадская актриса. Играла одну из главных ролей во встроенном пилотном эпизоде потенциального спин-оффа телесериала «Сверхъестественное», однако сериал так и не был заказан. Также играла главные роли в сериалах «Доблесть» и «Манифест».

## Биография
Роксбург — вторая из четверых детей в семье пастора и бывшей теннисистки Шелли Уолпол; у неё есть две сестры (Кристи и Эшли) и младший брат (Мэтт). Её родители, отец-канадец и мать-британка, переехали в Канаду из США. Отец Роксбург родом из Чикаго, что позволило актрисе иметь двойное гражданство. После окончания средней школы Роксбург начала карьеру актрисы в Ванкувере.
В детстве Роксбург с семьёй посетила Африку, Албанию и Гватемалу, что зародило в ней интерес к вопросам социальной справедливости. Актриса является GenR Leader в Международном комитете спасения (IRC), который помогает людям в чрезвычайных гуманитарных кризисах. До своей работы в «Манифесте» Роксбург изучала связи с общественностью в университете Саймона Фрейзера и собиралась стать журналистом.

## Фильмография
| Год  | Название на русском                | Название на английском              | Роль         | Примечания      |
| ---- | ---------------------------------- | ----------------------------------- | ------------ | --------------- |
| 2011 | Дневник слабака 2: Правила Родрика | Diary of a Wimpy Kid: Rodrick Rules | Рэйчел       |                 |
| 2012 | Дневник слабака 3                  | Diary of a Wimpy Kid: Dog Days      | Хэзер Хиллс  |                 |
| 2012 | Биг тайм раш                       | Big Time Movie                      | Принцесса    |                 |
| 2014 | Лепрекон: Начало                   | Leprechaun: Origins                 | Джени        |                 |
| 2015 | Морской пехотинец 4                | The Marine 4: Moving Target         | Оливия Танис |                 |
| 2016 | Стартрек: Бесконечность            | Star Trek Beyond                    | энсин Сил    |                 |
| 2016 |                                    | 2BR02B: To Be or Naught to Be       | Леора Дункан | Короткометражка |
| 2016 | Без утешения                       | Lost Solace                         | Азария       |                 |
| 2020 | Верю в любовь                      | I Still Believe                     | Хизер        |                 |

| Год       | Название на русском          | Название на английском | Роль           | Примечания        |
| --------- | ---------------------------- | ---------------------- | -------------- | ----------------- |
| 2012—2013 | Стрела                       | Arrow                  | Блейк          | 2 эпизода         |
| 2014      | Сверхъестественное           | Supernatural           | Вайолет Дюваль | Bloodlines        |
| 2015      | Убийство в женском общежитии | Sorority Murder        | Карли          | ТВ фильм          |
| 2016      | Легенды завтрашнего дня      | Legends of Tomorrow    | Бетти Сивер    | Night of the Hawk |
| 2017—2018 | Доблесть                     | Valor                  | Теа            | Главная роль      |
| 2017      | Путешественники              | Travelers              | Кэрри          | 17 Minutes        |
| 2018—2023 | Манифест                     | Manifest               | Микаэла Стоун  | Главная роль      |